# رؤیای زورو
«رؤیای زورو» (انگلیسی: Il sogno di Zorro) یک فیلم به کارگردانی ماریو سولداتی است که در سال ۱۹۵۲ منتشر شد.

## بازیگران
- والتر کیاری
- دلیا اسکالا
- ویتوریو گاسمن
- لوئیجی پاوزه
- کارلو نینچی
- سوفیا لورن
- نیه‌تا زوکی
- گوالتیه‌رو تومیاتی
- جووانی دلفینی